# Cratere Marth (Marte)
Marth è un cratere sulla superficie di Marte.
Il cratere è dedicato all'astronomo tedesco Albert Marth.